# Les Disparues de Shanghai
Les Disparues de Shanghai (titre original : The Killing Room) est un roman policier de l'écrivain écossais Peter May paru en 2001 puis traduit en français et publié en 2006 et réédité en 2008 au format poche.
Le récit constitue le troisième volet de la série chinoise. Ce thriller décrit l'enquête conjointement menée par la pathologiste américaine Margaret Campbell et par le policier chinois chef de section Li Yan, ainsi que les relations conflictuelles entre ces deux protagonistes.

## Résumé
Dix-huit cadavres féminins, mutilés et démembrés, sont retrouvés sur un chantier à Shanghai. Cette macabre découverte va initier une enquête visant à identifier les victimes et à trouver ce qui pourrait les relier les unes aux autres. Les investigations vont alors conduire Margaret Campbell et Li Yan sur la piste du trafic d’organes et de la corruption. De manière plus générale, l'intrigue aborde ici le thème de l'avortement auquel ont recours de nombreuses Chinoises dans le contexte de la politique de l’enfant unique.